# بکیفا
بکیفا (به عربی: باکیفا) یک منطقهٔ مسکونی در لبنان است که در شهرستان راشیا واقع شده‌است. بکیفا ۹۶۵ متر بالاتر از سطح دریا واقع شده‌است.